# Paul d’Holbach

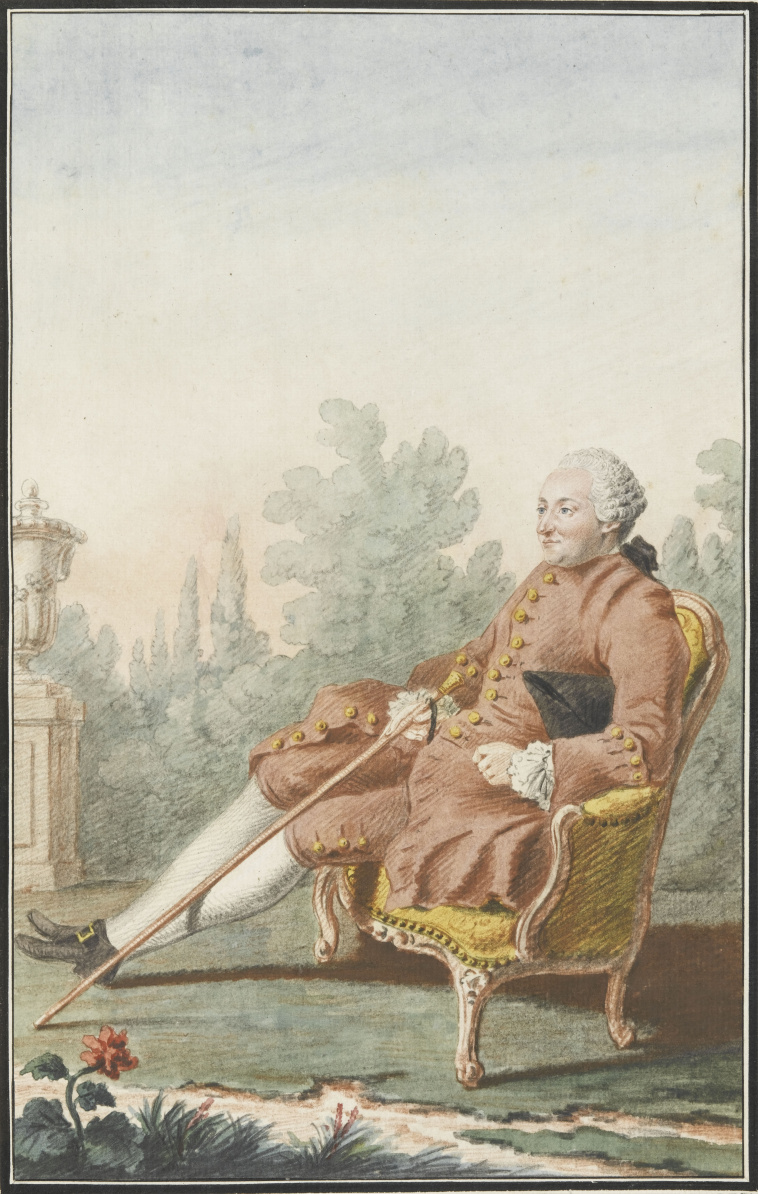
Baron d’Holbach, autor portretu – Louis Carrogis Carmontelle

Paul Henry Thiry, baron d’Holbach (ur. 8 grudnia 1723 w Edesheim, zm. 21 stycznia 1789 w Paryżu) – oświeceniowy filozof francuski, ateista, encyklopedysta Wielkiej Encyklopedii Francuskiej.
Opisywał przyrodę jako organizm podległy zasadom determinizmu, poznawalny tylko poprzez doświadczenie (empirycznie). Krytykował religię oraz despotyzm. Głosił zasady wolności słowa i ogólnej tolerancji. Stał za społeczną koncepcją natury ludzkiej, a w kwestiach etycznych za etyką hedonizmu oraz utylitaryzmu. Razem z Wolterem zaangażował się w wydanie dzieła krytycznego wobec religii i kleru Wyciąg z testamentu Jana Meslier czyli rozmyślania proboszcza z Etrépigny i But przeznaczone dla jego parafian, napisanego przez księdza Jeana Mesliera.  Dziełem System przyrody zgorszył nawet współczesnych mu przedstawicieli oświecenia. Holbach krytykował nie tylko tradycyjne dowody na istnienie Boga, ale i wiarę religijną oraz popularny  w tym czasie wśród oświeconych deizm.
Pochowany w kościele Saint Roch w Paryżu.

## Dzieła
- Lettre à une dame d'un certain âge sur l'état présent de l'opéra, Paryż 1752
- Chrześcijaństwo zdemaskowane (Le christianisme dévoilé), Nancy 1767[3].
- La Contagion sacrée, ou Histoire naturelle de la superstition, 1768
- Lettres à Eugénie, ou Préservatif contre les préjugés, 1768
- Théologie Portative, ou Dictionnaire abrégé de la religion chrétienne, 1768
- Essai sur les préjugés, ou De l'influence des opinions sur les mœurs & le bonheur des hommes, 1770
- System przyrody (Le Système de la nature – t. 1-2 1770, wyd. pol. 1957, BKF, Wydawnictwo Naukowe PWN) (I wyd. Londyn 1770)
- Histoire critique de Jésus-Christ, ou Analyse raisonnée des évangiles, 1770
- Tableau des Saints, ou Examen de l'esprit, de la conduite, des maximes & du mérite des personnages que le christiannisme révère & propose pour modèles, 1770
- Le Bon Sens, anonym, Amsterdam 1772 (gekürzte Fassung von Système de la nature)
- Politique Naturelle, ou Discours sur les vrais principes du Gouvernement, 1773
- Système Social, ou Principes naturels de la morale et de la Politique, avec un examen de l'influence du gouvernement sur les mœurs, 1773
- Etokracja, czyli rząd oparty na moralności (Ethocratie, ou Le gouvernement fondé sur la morale, Amsterdam 1776, wyd. pol. 1979 – BKF, Wydawnictwo Naukowe PWN)
- La Morale Universelle, ou Les devoirs de l'homme fondés sur la Nature, 1776
- Eléments de morale universelle, ou Catéchisme de la Nature, 1790